# Barbara Gittings
Barbara Gittings (Bécs, 1932. július 31. – Kennett Square, 2007. február 18.) amerikai LMBT aktivista. 1958-tól 1963-ig a Bilitisz lányai New York-i csoportjának vezetője, 1963-1966 között a szervezet országos magazinja, a The Ladder főszerkesztője. Frank Kamenyvel közösen az 1960-as évek LMBT tüntetéseinek egyik fő szervezője. Az 1970-es években az Amerikai Könyvtáros Egyesületben volt aktív, mint a Meleg Felszabadítási Munkacsoport (Task Force on Gay Liberation) vezetője. Aktív résztvevője volt annak a mozgalomnak is, hogy az Amerikai Pszichiátriai Szövetség törölje a homoszexualitást a mentális betegségek listájáról.
Munkásságáért megkapta az Amerikai Könyvtáros Egyesület tiszteletbeli tagságát, valamint a GLAAD média díjat. Ma a nevét viseli az Amerikai Könyvtáros Egyesület egyik díja, mellyel minden évben a legjobb meleg vagy leszbikus témájú regényt jutalmazzák. Philadelphiában egy utca szakasz is az ő nevét viseli. Úgy is szokták emlegetni, mint „a melegjogi mozgalom Rosa Parksa”.

## Ifjúkora
Barbara Gittings John Sterett Gittings és Elizabeth Gittings (született: Brooks) gyermekeként született Bécsben. Apja amerikai diplomata volt és akkor épp Ausztriában teljesített szolgálatot. Barbara és testvérei később egy montreali katolikus iskolába jártak. Gyermekkorában olyan mélyen élte meg a katolicizmust, hogy egy ideig apácának készült. Családja a második világháború kitörésekor tért vissza az Egyesült Államokba, és Wilmingtonban, Delaware államban telepedtek le.
Bár már elég fiatalon tudatában volt annak, hogy vonzódik a lányokhoz, Gittings később úgy emlékezett, hogy akkor hallotta először a „homoszexuális” szót, amikor elutasították egy ifjúsági szervezeti tagságát a középiskolában. Annak ellenére, hogy kiváló diák volt, egy tanár, aki fenntartással élt a személyével szemben, félre hívta, és elmondta neki, hogy az elutasítás azon alapul, hogy a tanárok szerint „homoszexuális hajlamú”.
A Northwestern Egyetemen (Evanston, Illinois) 1949-től folytatott dráma tanulmányokat. Ennek során közeli, de nem-szexuális jellegű barátságot alakított ki egy másik női hallgatóval. Miután pletykálni kezdtek kettejükről, kezdte Gittings saját szexuális irányultságát is vizsgálni. Gyanúját megerősítette egy pszichiáter, aki felajánlotta neki, hogy meggyógyítja. Mivel nem volt elég pénze ahhoz, hogy rendszeresen látogassa, s nem kapott pénzt az apjától (aki azt gondolta, hogy nincs olyan probléma, amelyet egy pszichiáter megoldhatna, de egy pap nem), nem ment vissza a pszichiáterhez. Egy közeli barátja később azt javasolta, hogy kevesebbet lássák együtt a lánnyal, hogy így ne ösztönözzék tovább a pletykákat.
Mivel senkivel nem tudott a témáról beszélni, elhatározta, hogy annyit olvas, amennyit csak tud róla. Ekkoriban kezdett a Northwestern Egyetem könyvtárába járni, hogy elolvasson minden könyvet, amiben csak megemlítik a „homoszexualitást”. Kevés könyvet talált, főleg orvosi köteteket, és azokban is, mint „deviánsok”, „perverzek” és „betegek” jelentek meg, s olyan furcsa általánosságokat, mi szerint a homoszexuálisok nem tudtak fütyülni, vagy hogy a kedvenc színük a zöld. Igyekezett összegyűjteni a legtöbb információt, igaz, annak nagy része is inkább a homoszexuális férfiakra vonatkozott. Egy 2001-es interjúban ezzel kapcsolatban így emlékeztett: „Úgy gondoltam, ez nem rólam szól, nincs benne semmi a szerelemről vagy a boldogságról, valami jobbnak is kell lennie”. Ez motiválta később az egyik legjelentősebb aktivista tevékenységére is, amelyet az Amerikai Könyvtáros Egyesület Meleg Felszabadítási Munkacsoportjában fejtett ki annak érdekében, hogy a könyvtárak gyűjtsenek olyan műveket is, melyek pozitív színben mutatják be a homoszexualitást. Az egyetemet végül nem fejezte be, otthagyta az iskolát. Mind mondta később:
A küldetésem nem az volt, hogy általános oktatást kapjak, hanem hogy megismerjem magamat, és hogy milyen lehetne az életem, ezért abbahagytam az iskolát, és elkezdtem könyvtárakba járni. Nem voltak olyan szervezetek, amelyekhez akkor fordulhattam, csak a könyvtárak voltak biztonságosak, bár a benne foglalt információk szomorúak voltak.
17 éves korában tehát visszatért az egyetemről a szülői házba, hivatalosan azért, mert sok mulasztása volt, de képtelen volt megmondani a szüleinek, hogy valójában miért. Folytatta viszont az információkeresést. Ekkoriban találta meg az első leszbikus témájú regényeket: a Nightwood (Djuna Barnes, 1936) és A magány kútja (Radclyffe Hall, 1928) című műveket. Amikor aztán az apja az utóbbit felfedezte a hálószobájában lévő egyéb dolgok között, annyira megdöbbent, hogy arra utasította: égesse el a könyvet. Ezt is azonban csak egy levélben tette, mivel nem tudott szemtől szemben beszélni vele erről a témáról. Barbara azonban tovább folytatta kutatásait, ill. ekkoriban ment el először leszbikus társaságba is. Egy pszichológiai témájú esti tanfolyamon találkozott egy nővel, akivel elsőként volt rövid viszonya.
1950-ben, 18 éves korában Philadelphiába költözött. Részmunkaidőben dolgozott és közben továbbra is könyvtárakba járt. Vonattal hétvégenként felutazott New Yorkba: férfi ruhába öltözve, hogy meglátogassa a meleg bárokat, hiszen ott tudott „bekapcsolódni a meleg közösségbe”. Egy 1975-ös interjúban erre így emlékezett: „Elmentem, mert úgy gondoltam, hogy ez egy módja annak, hogy megmutassam, hogy meleg vagyok. Most már megváltozott a helyzet, de az ötvenes évek elején alapvetően kétféle nő volt a meleg bárokban: az úgynevezett butchok, rövid hajjal és férfias ruhákban, valamint az úgynevezett femme-ek, női ruhákban, magas sarkú cipőben és sminkben, és tudtam, hogy a magas sarkú cipő és smink nem az én személyes stílusom, szóval azt gondoltam... én a másik vagyok!” Azonban Gittings nem igen találta a helyét a leszbikus bárokban, és miután tanúja volt annak, hogy egy meleg férfit ismerősét elkapták az utcán, egy bárból kifelé jövet, energiáit ismét a könyvek olvasására és gyűjtésére összpontosította.

## LMBT-aktivizmusa

### Bilitisz lányai
Barbara Gittings többször is találkozott Donald Webster Cory szociológus-kriminológus professzorral (igazi nevén: Edward Sagarinnal), A homoszexualitás Amerikában: egy szubjektív megközelítés (1951) című kötet szerzőjével, akinek tanácsára 1956-ban Kaliforniába utazott, hogy meglátogassa a ONE, Inc. nevű homofil szervezetet. Az ő ajánlásukra San Franciscóban találkozott Phyllis Lyonnal és Del Martinnal, a Bilitisz lányai (Daughters of Bilitis; DOB) nevű homofil szervezet alapítóival is. „Egy aranyos, göndör hajú fiatal nő volt, aki ingruhát és szandált viselt. Emlékszem, hogy volt egy táskája, egy hátizsákja – soha nem láttam ilyet korábban” – mondta később róla Lyon.
1958-ban csatlakozott hivatalosan Bilitisz lányaihoz, s Martin és Lyon felkérték Gittingst, hogy szervezze meg a szervezet New York-i csoportját. Az első csoport-találkozóról szóló felhívásra, melyet a Mattachine Társaság hírlevelében tett közzé, kevesebb, mint egy tucat nő válaszolt. A felhívásban azt írta, hogy „minden New York-i nő, aki a DOB helyi csoportjába szeretne tartozni”, 1958. szeptember 20-án jelenjen meg a találkozón. Gittings volt a csoport első elnöke, három éven át. Továbbra is Philadelphiában élt, innen utazott havonta kétszer a New York-i találkozókra.
1982-ben, Gittings minderre így emlékezett: „1958-ban csatlakoztam a mozgalomhoz, amikor a homoszexualitás témája még mindig tabu volt, nem voltak rádióműsorok vagy TV-dokumentumfilmek, az Egyesült Államokban talán fél tucat csoport létezett, összesen kb. kétszáz ember volt aktív mindben.” A Bilitisz lányai igyekeztek társasági alternatívát szolgáltatni a leszbikusok számára, de azt tagadták, hogy „erkölcstelen kapcsolatokat” szerveznének. A Bilitisz lányai New York-i csoportja tíz-negyven fős találkozókat tartott. Hetente kétszer találkoztak, és az alkalmakra gyakran hívtak meg orvosokat, pszichiátereket, lelkészeket és ügyvédeket, hogy beszélgessenek velük, még akkor is, ha az üzenetük egyértelműen elítélte a leszbikusokat. Gittings minderre később így emlékeztetett: „Először annyira hálásak voltunk azért, hogy az emberek – bárki – figyeljen ránk, hogy hallgattunk és elfogadtunk mindent, amit mondtak, bármennyire is rossz volt... bármi, ami segített megtörni a csendet, nem számított, hogy milyen ostoba vagy bolond volt, fontos volt.” Gittings elismerte, hogy a Bilitisz lányai ülései és írásai ekkoriban arra biztatták a tagjaikat, hogy ne zavarják a heteroszexuális társadalmat; hogy az integráció és az elfogadás akkor érhető el, ha a heteroszexuálisok látják, hogy a melegek és a leszbikusok nem drasztikusan különböznek tőlük.
Gittings ezekben az időkben irodai munkát végzett, majd tíz éven át mimeográf készülék (egyfajta másológép) kezelőjeként dolgozott egy építészeti cégnél. A Bilitisz lányai New York-i csoportja ekkoriban egy 150 főnek kézbesített hírlevelet is kiadott, melyet Gittings készített, túlórában. 1959-ben, miután céges borítékokat használt a hírlevél elküldésére, valaki felhívta a céget, hogy értesítse őket: a leszbikusságot érintő hírlevelet terjesztenek. Miután ez kiderült, Gittings biztos volt abban, hogy ki ki fogják rúgni, de a főnöke, egy nő kijelentette: ismeri a témát, miután szolgált a fegyveres erőknél. Végül nem rúgta ki, de figyelmeztette, hogy máskor jobban vigyázzon.

### The Ladder

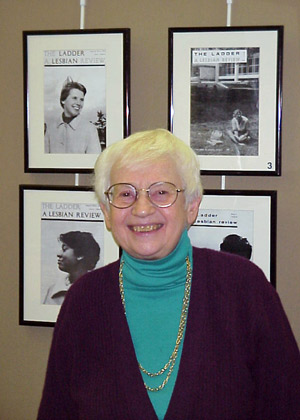
Kay Lahusen, Barbara Gittings párja egy kiállításon, 2005-ben. Háttérben az általa készített fotókat felhasználó The Latter címlapok

1963-tól 1966-ig Gittings szerkesztette a Bilitisz lányai magazinját, a The Laddert (az újságot előtte az alapítók: Phyllis Lyon és Del Martin szerkesztették, de úgy látták, hogy Gittings lelkesedése és irodalom iránti rajongása miatt jó lenne főszerkesztőnek). Bár a Bilitisz lányai időnként kifejtettek politikai álláspontot (például az 1959-es San Franciscó-i polgármester-választás kapcsán), a lapot Martin és Lyon inkább apolitikusnak szánták. Gittings ezzel szemben politikaibb jellegű újságot csinált. Mint ahogy később visszaemlékezett, valósággal lenyűgözte a magazin és az olvasók véleményének ereje: „Rájöttem a sajtó erejére, a hatalomra, hogy megtegyem, amit akarok annak érdekében, hogy befolyásoljam az olvasókat” – mondta.
Az újonnan alakult Keleti-parti Homofil Szövetség 1963. évi találkozóján a közönség körében végighallgatta Albert Ellis pszichológus, pszicheterapeuta előadását, aki azt mondta, hogy a „kizárólagos homoszexuális” személy pszichopata. A The Latter hasábjain ezt követően cikkek és esszék sora vitatkozott ezzel a megállapítással. Az eseményen ott volt Frank Kameny meleg aktivista is, aki nagy benyomást tett Gittingsre, azon kijelentésével, hogy haszontalan a homoszexualitást gyógyítani és az okait keresni, mivel nincs bizonyíték arra, hogy betegség lenne. „A gondolkodásom nem változott meg egészen addig, amíg Frank Kameny nem jött el, és egyértelműen és határozottan kijelentette, hogy a homoszexualitás nem betegség vagy rendellenesség, hanem teljesen egy szinten van a heteroszexualitással... Hirtelen találtam hogy olyan nézőpontot, amely nagyban különbözött a korábbitól, és olyan helyzetbe kerültem, amely egyre inkább eltért a DOB pozícióitól” – fogalmazott később Gittings. Ebből a találkozásból egyébként egy életre szóló barátság és együttműködés is lett.
Közben a The Ladder jelentős változásokon is átment, Gittings főszerkesztősége idején. Az újságot egyre nagyobb körben terjesztették: már hat könyvesboltban volt kapható New Yorkban és Philadelphiában, valamint egy áruházban Greenwich Village-ben. Összesen száz példányban értékesítették. A lap középpontjában a politikai témájú cikkek álltak, gyakran nagy vitákat is keltve. Ebben az időszakban jelent meg pl. a címlapon a „Lesbian Review” felirat, és az ő idejében váltották fel a borítón található grafikákat a tényleges leszbikusokról készített fotók (a felvételeket gyakran a partnere, Kay Lahusen készítette). Az újság 1966. januári számának címlapján szerepelt először olyan fotó, amelyen napszemüveg nélkül látható egy nő: Lilli Vincenz. Mint később Gittings elárulta, volt egy listájuk azokról a nőkről, akik hajlandóak arccal és névvel a borítón szerepelni. A magazin minőségének javulása nagyrészt egy 100 000 dolláros adományból ered, amelyet a Bilitisz lányai egy „Pennsylvania” álnevet viselő támogatótól kapott. Ebből az összegből 1963 és 1969 között sikerült fedezni a lap költségeit.
Gittingst 1966-ban váltották le a főszerkesztői posztról. Hivatalosan azért, mert engedély nélkül vette le a címlapról a „csak felnőtteknek” feliratot, de egy másik magyarázat szerint a lap politikai iránya állt a leváltás mögött. Ezt követően a Bilitisz lányai egyik tagja, Helen Sandoz lett a főszerkesztő, jóval apolitikusabb irányt követve.

### Az 1960-as évek második felének LMBT tüntetései
Gittings szervezőként részt vett az Egyesült Államok legrégebbi LMBT utcai demonstrációiban (ún. picketing-eken). 1965-ben demonstrált a Fehér Ház előtt, az amerikai Külügyminisztérium épületénél és a philadelphiai Independence Hall előtt, a homoszexuálisok hátrányos megkülönböztetése ellen tüntetve. A homofil irányzatot követve, ezeken a tüntetéseken a férfiak öltönyben és nyakkendőben, a nők női ruhában, táblákkal járkáltak körbe-körbe, hogy a szövetségi kormány alkalmazzon homoszexuálisokat is, hiszen a „szexuális preferencia a szövetségi foglalkoztatás szempontjából nem releváns”. A tüntetők eközben szórólapokat osztogattak a járókelőknek.
A járókelők reakciói változatosak, ám leginkább negatívak voltak. A tüntetés egyik tanúja megjegyezte: „Még mindig nem hiszem el, valaki viccel”. Egy megdöbbent középiskolás diák így emlékezett: „Mindannyian normálisnak tűnnek”. Gittings maga így emlékeztetett: „Emlékszem, egy férfi azt mondta a gyerekeinek: fogjátok be az orrotokat, itt piszok van”. Volt egy nő is, egy gyerekkel, aki nagyon dühösen azt mondta: „Mindannyiótoknak meg kéne házasodnotok és gyermeket vállalnotok, mint nekem.” Gittings az akció egészével kapcsolatban így emlékezett: „Ez kockázatos volt és féltünk, a picketing nem volt népszerű taktika akkoriban, és a mi ügyünk még a legtöbb meleg ember számára is szokatlannak tűnt.” 1965 és 1969 között Gittings és Frank Kameny szervezték az ún. Éves Emlékeztetőket, olyan városokban, mint Philadelphia, New York és Washington D. C. Ezeknek a tüntetéseknek is a fő célja a foglalkoztatás területén való diszkrimináció ellen való tiltakozás volt.
1967 novemberében Gittings és Frank Kameny tanácsadóként dolgozott együtt a Honvédelmi Minisztérium meghallgatásain, Charles Socarides pszichiáterrel szemben, aki azt állította, hogy a homoszexuálisok heteroszexualitássá válhatnak, ezért nem szükséges megváltoztatni a minisztérium foglalkoztatási politikáját. „A nyilvánosság volt a cél” – emlékeztetett sok évvel később Gittings. Kameny és Gittings direkt óvatosan öltözött fel, de kitűzőket viseltek, amelyeken olyan felirat volt többek között, mint hogy „a meleg az jó”. Kameny és Gittings sajtótájékoztatót is tartott. Végül sikerült elérni, hogy a Védelmi Minisztérium Socarides-t levette a szakértők listájáról.

### Amerikai Könyvtáros Egyesület
Gittings és Frank Kameny a Stonewall-lázadás után nem sokkal elment a Meleg Felszabadítási Front (Gay Liberation Front, GLF) nevű új szervezet New York-i találkozójára. A szervezet egyik vezetője megkérdőjelezte, hogy ők milyen jogon vannak ott. Gittings, akit megdöbbent a kérdésen, azt válaszolta: „Én meleg vagyok, ez az, ami engem feljogosít rá.” Egy másik résztvevő, aki felismerte őket, „dinoszauruszok”-nak nevezte Kamenyt és Gittingst. Néhány hónappal később Gittings párja, Kay Lahusen egy philadelphiai virágboltban vásárolt maguknak két dinoszaurusz játékfigurát, arra utalva, hogy „bizonyos módon dinoszauruszok voltunk, de jó dinoszauruszok voltunk”. Később csatlakoztak a Meleg Felszabadítási Frontból kivált szervezethez, a Meleg Aktivisták Szövetségéhez (Gay Activists Alliance, GAA). Kay aktívan részt vett a szervezet utcai demonstrációiban, és fotóival dokumentálta azokat, miközben Gittings inkább az Amerikai Könyvtáros Egyesületben tevékenykedett.
Az 1970-es években Gittings folytatta a könyvtárakban és könyvesboltokban folytatott kutatásait az olyan könyvekkel kapcsolatban, amelyek pozitív színben, támogató módon viszonyultak a homoszexualitáshoz. Munkáját később az Amerikai Könyvtáros Egyesületben (American Library Association, ALA) folytatta – annak ellenére, hogy ő maga nem volt könyvtáros. 1970-ben hozták létre azon belül a Meleg Felszabadítási Munkacsoportot (Task Force on Gay Liberation, TFGL). Az elsők között csatlakozott, s 1971-től ő volt a munkacsoport koordinátora. A csoport elsődleges célja az volt, hogy támogassa az LMBT könyvtárosokat, s hogy a könyvtárakban jobban látható legyen az LMBT téma. Céljuk volt továbbá egy monumentális Meleg Bibliográfia  létrehozása (ez több kiadásban is megjelent, Gittings szerkesztésében), valamint a legfontosabb pozitív megközelítésű könyvek szórólapjukon is szerepeltek, kitelepüléseik során. Az Amerikai Könyvtáros Egyesület dallasi konferenciáján is részt vettek. Ennek keretében Gittings és egy másik női aktivista nyilvánosan megcsókolták egymást, és érzékenyítő jelleggel „homoszexuális” ölelésre is volt lehetőség: az egyik oldalon férfival, a másikon nővel. Az akciót két texasi tévétársaság is közvetítette, s később írt róla a Life magazin is.
Gittings 1970-ben szerepelt a Phil Donahue Show-ban, 1970-ben pedig a David Susskind Show-ban, más leszbikusokkal együtt (többek között Lilli Vincenzzel és Barbara Love-val együtt). Ezzel Gittings az első nyíltan leszbikus személyek közé tartozik, aki az amerikai televíziókban szerepelt, vitatkozva a homoszexuálisokkal kapcsolatos sztereotípiákról. Gittings később ezek hatásáról így emlékezett: egy héttel a David Susskind Show után egy középkorú pár megállította a szupermarketben, hogy elmondja: „Megértettem, hogy a meleg emberek úgy szeretik egymást, ahogy Arnold és én.”
Gittings 16 éven át (1970-től 1986-ig) tevékenykedett a Meleg Felszabadítási Munkacsoportban. Egyik legfontosabb eredményük az volt, hogy sikerült elérni a homoszexualitásról szóló könyvek átkategorizálását. A Kongresszusi Könyvtárban a témába vágó könyveket az 1970-es évek elején a HQ 71–471(„Abnormális szexuális kapcsolatok, beleértve a szexuális bűncselekményt”) kategóriába sorolták be. 1972-ben, az átminősítés érdekében írtak levelet a Kongresszusi Könyvtárnak, amely beleegyezett abba, hogy áthelyezzék a könyveket egy újonnan létrehozott kategóriába (HQ 76.5; „Homoszexualitás, Leszbianizmus, Meleg Felszabadítási Mozgalom, Homofil Mozgalom”). Ezen kívül 1971-ben létrehozták az első díjat (Stonewall Book Award), amelyet az LMBT könyvekért adtak át. Az első díjazott Alma Routsong (Isabel Miller álnéven) Patience and Sarah című történelmi regénye volt. Gittings a  Meleg Felszabadítási Munkacsoportban töltött 16 évének történetét 1990-ben egy könyvben (Gays in library land. The Gay and Lesbian Task Force of the American Library Association. The first sixteen years) is megörökítette.
Mindezek mellett Gittings az Országos Meleg és Leszbikus Munkacsoport igazgatótanácsának tagja volt, és dolgozott a Melegjogi Nemzeti Lobbiban is, amely később a Human Rights Campaign nevű szervezethez csatlakozott.

### Amerikai Pszichiátriai Szövetség
1972 májusában, Gittings és Frank Kameny részt vett az Amerikai Pszichiátriai Szövetség éves konferenciáján, A Barát vagy Ellenség. Párbeszéd a homoszexuálisokról címmel megtartott panelbeszélgetésen, ahol pszichiáterek egy csoportja foglalkozott a homoszexualitással. Amikor Gittings és társai felhívták a figyelmet arra, hogy minden résztvevő pszichiáter heteroszexuális, tiltakoztak. Végül sikerült elérni, hogy a panel moderátora, Kent Robinson beleegyezzen, hogy egy meleg pszichiáter is részt vegyen a beszélgetésen. Végül John E. Fryer személyében találtak egy meleg pszichiátert. Igaz, csak „Dr. H. Anonymous” álnéven és maszkban, hangját eltorzítva volt hajlandó tészt venni a panelbeszélgetésen, mert attól tartott, ha kiderül a személye, elveszítheti a munkáját. Az eseményen végül a többi pszichiáter meg sem jelent. Gittings később az eseményt jelentősége miatt „transzformatívnak” nevezte. Ugyanezen a konferencián Gittings és Kameny egy kiállítást is rendezett, „Meleg, büszke és egészséges: A homoszexuális közösség beszél” címmel. A paravánokat a félkövérrel szedett „LOVE” szóval díszítették, és fotókon homoszexuális embereket ábrázoltak egészségesnek és boldognak, nem pedig olyan betegeknek, akiket gyógyítani kéne. Egy évvel később, 1973 decemberében az Amerikai Pszichiátriai Szövetség a homoszexualitást eltávolította a mentális betegségek listájáról, a Diagnosztikai és Statisztikai Kézikönyvből (DSM).

## Magánélete

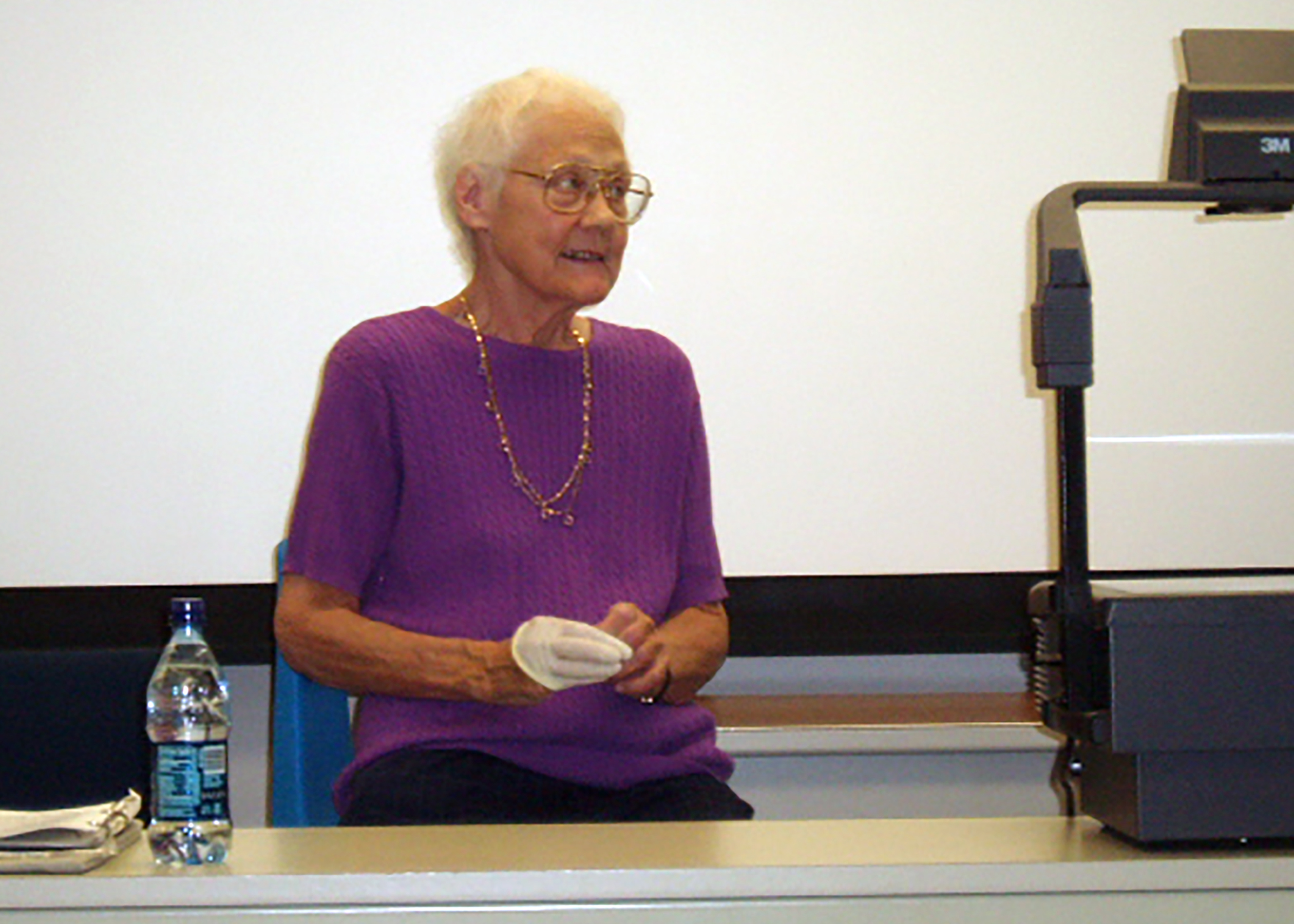
Barbara Gittings az UCLA-n, 2006-ban

Gittings lelkes zenerajongó volt, leginkább a barokk zene és a reneszánsz zene iránt érdeklődött. Életének nagy részében kórusokban énekelt; leghosszabb ideig, több mint 50 évig a Philadelphiai Kamarakórusban énekelt. Emellett rendszeres túrázó és kenus volt. Élethosszig tartó partnerével, Kay Tobinnal (másik nevén: Kay Tobin Lahusen) 1961-ben találkozott először, egy pikniken Rhode Island-ben. Gittings később elmesélte, hogyan kezdődött a kapcsolatuk: „Megtaláltuk egymást, elkezdtünk udvarolni, aztán repültem Bostonba [és megláttam], és a kezemben egy nagy virágcsokorral szálltam le a gépről, nem tudtam ellenállni, nem érdekelt, amit a világ gondolt, leengedtem a virágokat, megragadtam és megcsókoltam, ez 1961-ben történt.”
Ezután egészen Gittings haláláig, 46 éven keresztül voltak együtt. Gittings és Lahusen közös életük egyes anyagait és fényképeket adtak át a Cornell Egyetem Ritkaság és Kéziratgyűjteménye számára. 2007-ben, Gittings halál után Lahusen további eredeti dokumentumokat és fényképeket adományozott a New York-i Közkönyvtárnak (NYPL). Szintén 2007-ben a Massachusetts University of Amherst főkönyvtára több mint 1000 darabos könyvadományt kapott Gittings és Lahusen közös könyvtárából; ez a Gittings-Lahusen Gay Book Collection (hívószám: RB 005).
Gittings 2007. február 18-án hunyt el Kennett Square-ben (Pennsylvania), az emlőrák ellen folytatott hosszú küzdelem után. Haláláig partnerével, Kay Tobin Lahusennel és nővérével, Eleanor Gittings Taylorral közösen élt. 1999-ben Gittings egy, az American Libraries-nek adott interjúban a következőképpen foglalta össze aktivizmusa inspirációját: „Tinédzserként egyedül kellett megküzdenem azért, hogy megtanuljak mindent magamról és arról, hogy mit jelent homoszexuálisnak lenni. Most, 48 évvel később elégedett vagyok azzal, hogy más homoszexuálisokkal dolgozom szerte az országban, hogy (...) megmutassuk, hogy a meleg szerelem jó nekünk és a világ többi részének is. Ez létfontosságú, és örömteli, és gyakran szórakoztató!”

## Emlékezete
Gittings szerepelt több, LMBT történeti témájú dokumentumfilmben is, mint a Gay Pioneers (2001), a Stonewall előtt (1984), a Pride Divide (1997), az Out of the Past (1998), vagy a Stonewall után (1999).
1999-ben a PrideFest America nevű szervezet Philadelphiában megemlékezett LGBT-jogi munkásságáról, s ennek keretében Gittingst „a meleg és leszbikus polgárjogi mozgalom Rosa Parksának” nevezték. 2001-ben megkapta a GLAAD (Gay and Lesbian Alliance Against Defamation) média díját is. Ugyanebben az évben a Philadelphiai Szabad Könyvtár bejelentette, hogy mintegy 2000 tételes, a meleg és leszbikus kérdésekkel foglalkozó gyűjteményét Barbara Gittingsről nevezi el. 2002 óta a nevét viseli az Amerikai Könyvtáros Szövetség egyik díja (Barbara Gittings Literature Award), mellyel minden évben a legjobb meleg vagy leszbikus témájú regényt jutalmazzák. 2007-ben a The Advocate olvasói a 40 kedvenc meleg és leszbikus hős listájára választották.
Philadelphiában 2012 óta a Locust Street egy szakasza az ő nevét viseli (Barbara Gittings Way). Barbara Gittings szerepel továbbá Ann Northrup Pride and Progress című falfestményén, amely Philadelphia területén található (1315 Spruce Street, Center City). A falfestmény azt ábrázolja, amint egy plakátragasztó az 1966-ban megtartott Éves Emlékeztetőn készült képet ragaszt ki, melynek előterében Gittings tart egy táblát (Támogasd a homoszexuális polgárjogokat! felirattal).

## Ajánlott irodalom
- Tracy Baim: "Barbara Gittings: Gay Pioneer". CreateSpace Independent Publishing Platform, 2015
- "Before Stonewall: Activists for gay and lesbian rights in historical context" (szerk.: Vern Bullough), Harrington Park Press, 2002
- Marcia Gallo: "Different Daughters: A History of the Daughters of Bilitis and the Rise of the Lesbian Rights Movement", Carrol & Graf Publishers, 2006
- Jonathan Katz: "Gay American History: Lesbians and Gay Men in the U.S.A." Crowell, 1976
- Eric Marcus: "Making Gay History: The half-century fight for lesbian and gay equal rights"Perennial Press, 2002
- Toby Kay – Randy Wicker: "The Gay Crusaders", Arno Press, 1975
- Marc Stein: "Rethinking the Gay and Lesbian Movement", Routledge, 2012
- Hogan, Steve – Hudson, Lee: "Completely queer : the gay and lesbian encyclopedia", Henry Holt and Company, 1999
- David, Carter: “Stonewall : the riots that sparked the gay revolution”, St. Martin's Press, 2013

## Fordítás
- Ez a szócikk részben vagy egészben  a   Barbara Gitinngs című angol Wikipédia-szócikk fordításán alapul.  Az eredeti cikk szerkesztőit annak laptörténete sorolja fel. Ez a jelzés csupán a megfogalmazás eredetét és a szerzői jogokat jelzi, nem szolgál a cikkben szereplő információk forrásmegjelöléseként.